# Foals
I Foals sono un gruppo musicale indie rock inglese, formatosi a Oxford nel 2005.

## Storia del gruppo
I Foals si formano a Oxford (Inghilterra), grazie alla volontà di alcuni amici di lunga data, ossia Yannis Philippakis  (chitarra) e Jack Bevan (batteria). A loro si aggiungono il cantante Andrew Mears (già membro dei Youthmovies), il chitarrista Jimmy Smith ed il bassista Walter Gervers. Philippiakis e Bevan, insieme a Lina Simon, facevano parte del gruppo math rock chiamato The Edmund Fitzgerald. 
Dopo la pubblicazione del singolo Try This on Your Piano, nel 2006 la band fa dei cambiamenti: Philippakis diventa la voce al posto di Mears, che si dedica ad un altro progetto. 
Nello stesso anno firmano un contratto con la Transgressive Records.
Nel 2007, dopo la pubblicazione di un altro paio di singoli (Hummer e Mathletics) prodotti da Gareth Parton, la band registra a New York il suo album d'esordio, Antidotes, che esce nel 2008. L'album è stato prodotto da Dave Sitek, già membro dei TV on the Radio e produttore degli Yeah Yeah Yeahs. Il disco ottiene un ottimo successo nel Regno Unito, attestandosi alla terza posizione della Official Albums Chart.
Nell'agosto 2009 il gruppo ritorna in studio per le registrazioni del secondo album, effettuate precisamente a Göteborg, in Svezia. L'album viene pubblicato nel maggio 2010 e si intitola Total Life Forever, titolo che si rifà ad una teoria di Raymond Kurzweil. Il disco riceve una nomination ai Mercury Prize 2010.
Nel 2011 vengono scelti come gruppo d'apertura dei Red Hot Chili Peppers durante i loro concerti in Europa e in Sud America. Sempre nel 2011 il brano Spanish Sahara viene riconosciuto "miglior canzone" nell'ambito dei NME Awards.
Nell'ottobre 2012 il gruppo annuncia il titolo del terzo album in studio. Si tratta di Holy Fire, che viene pubblicato nel febbraio 2013. Il disco è anticipato dal singolo Inhaler, che viene diffuso nelle radio a partire dal 5 novembre 2012. Nel periodo 2012-2013 il gruppo intraprende un tour con altri musicisti, tra cui Petit Noir, e partecipa a numerosi festival musicali in tutto il mondo. Il disco Holy Fire, inoltre, riceve una nomination ai Mercury Prize 2013; il gruppo ottiene uno Q Awards nella categoria "Best Live Act" nello stesso anno, mentre il brano Inhaler è premiato come "miglior canzone" agli NME Awards.
Nell'agosto 2015 il gruppo pubblica il quarto album in studio What Went Down, anticipato dal singolo omonimo uscito nel mese di giugno.
All'inizio del 2019 il gruppo annuncia l'uscita di due nuovi album: Everything Not saved Will Be Lost Part 1 in uscita a marzo, e Part 2 in uscita nell'autunno. Viene annunciato inoltre una serie di concerti dal vivo, compresa una data a Milano, a partire da marzo.  Il brano inedito Exits esce come singolo con video promozionale il 21 gennaio 2019, sarà quindi contenuto in Part 1.

## Live
I Foals sono considerati uno dei migliori live act del Regno Unito, avendo vinto il Q Award 2013 per Best Live Act [24] e due volte nominato per il NME Award per Best Live Act (2011 e 2013).
La band ha pubblicato diversi EP dal vivo (Live At Liars Club, iTunes Live: London Festival '08 e iTunes Festival: London 2010), oltre al film concerto Live At The Royal Albert Hall, diretto da Dave Ma.
Il frontman Yannis Philippakis è noto per saltare dai balconi e fare surf tra la folla durante il lungo interludio di "Two Steps Twice". Nell'ottobre 2013, Philippakis ha avuto uno scontro con una guardia di sicurezza presso il municipio di Auckland in Nuova Zelanda, mentre la guardia di sicurezza tentava di impedirgli di saltare tra la folla. Alla fine dello spettacolo, Philippakis ha detto alla folla: "Voglio dirti un enorme grazie e scoparti quel ragazzo della sicurezza".[25]
Nell'aprile 2020 la band ha annullato le date del tour rimanenti a causa della crisi COVID-19, spostando le date al 2021.[26]

## Formazione
Attuale
- Yannis Philippakis - voce, chitarra
- Jimmy Smith - chitarra
- Jack Bevan - batteria
- Walter Gervers - basso

Ex membri
- Andrew Mears - voce, chitarra (2005 - 2006)
- Walter Gervers - basso (2005 - 2018)
- Edwin Congreave - tastiere (2005 - 2021)

## Discografia

### Album in studio
- 2008 – Antidotes
- 2010 – Total Life Forever
- 2013 – Holy Fire
- 2015 – What Went Down
- 2019 – Everything Not Saved Will Be Lost Part 1
- 2019 – Everything Not Saved Will Be Lost Part 2
- 2022 – Life Is Yours

### EP
- 2007 – Live at Liars Club
- 2008 – Gold Gold Gold (solo digitale)
- 2008 – UK B-sides
- 2010 – Metropolis Session

### Singoli
- 2006 – Try This On Your Piano/Look at My Furrows of Worry
- 2007 – Hummer
- 2007 – Mathletics
- 2007 – Balloons
- 2008 – Cassius
- 2008 – Red Socks Pugie
- 2008 – Olympic Airways
- 2010 – Spanish Sahara
- 2010 – This Orient
- 2010 – Miami
- 2010 – Blue Blood
- 2012 – Inhaler
- 2012 – My Number
- 2013 – Late Night
- 2013 – Bad Habit
- 2013 – Out of the Woods
- 2015 – What Went Down
- 2019 – Exits
- 2021 – Wake Me Up
- 2022 – 2am